# Linha 1 (Metrô de Beijing)
A Linha 1 do Metrô de Pequim ( Chinês:北京地铁1号线 ) é a mais antiga e uma das linhas mais movimentadas da rede ferroviária de transporte em massa de Pequim. A linha 1 passa por baixo da Avenida Chang'an, a principal avenida leste-oeste da cidade, bem no centro de Pequim, com paradas em ambos os lados da Praça Tiananmen, um dos marcos da cidade. A cor da linha 1 é    vermelho. Como a linha mais antiga do Metrô de Pequim, a Linha 1 também foi a mais usada desde o momento em que o metrô foi inaugurado em 1969 até janeiro de 2013, quando a quase conclusão do loop da Linha 10 fez com que o número de passageiros nessa linha ultrapassasse a Linha 1. Os esforços recentes de alívio do tráfego foram concluídos nos últimos anos. A abertura da primeira fase da Linha 6 paralela, causou uma redução de 8,46% na demanda diária e uma redução de 10-20% no pico de fluxo durante o horário de pico.  Além disso, a linha 2 do BRT de Pequim é paralela à seção leste da Linha 1. No entanto, durante o horário de pico, as seções da linha foram relatadas em 2013 para ainda operar acima de 100% da capacidade. 
1. ↑  Gao Yucai (高毓才) (1999).  建设中的北京地铁——地铁"复一八"线. Beijing: China Railways Press (中国铁道出版社). 13 páginas. ISBN 7-113-03381-4
2. ↑  Pan Xiaojun (潘晓军) (2013).  北京地铁1号线运输能力挖掘研究. 交通运输系统工程与信息. 13 (4): 200–204
3. ↑  «八通线与1号线贯通？年底见分晓». bjnews.com.cn. 16 de novembro de 2016